# Liste der Monuments historiques in Veauce
Die Liste der Monuments historiques in Veauce führt die Monuments historiques in der französischen Gemeinde Veauce auf.

## Liste der Bauwerke
| Bezeichnung      | Beschreibung              | Standort | Kennzeichnung | Schutzstatus   | Datum          | Bild           |
| ---------------- | ------------------------- | -------- | ------------- | -------------- | -------------- | -------------- |
| Schloss          | Erbaut im 11. Jahrhundert | (Lage)   | PA00093330    | Classé Inscrit | 1985 1986 2011 | weitere Bilder |
| Kirche Ste-Croix | Erbaut im 11. Jahrhundert | (Lage)   | PA00093331    | Classé         | 1862           | weitere Bilder |

## Liste der Objekte
| Bezeichnung                                  | Beschreibung                        | Standort                       | Kennzeichnung | Schutzstatus | Datum | Bild |
| -------------------------------------------- | ----------------------------------- | ------------------------------ | ------------- | ------------ | ----- | ---- |
| Gisant                                       | Kalkstein, 14. oder 15. Jahrhundert | in der Kirche Ste-Croix (Lage) | PM03001425    | Classé       | 1982  |      |
| Skulptur Der heilige Georg tötet den Drachen | Holz (?), Stein (?), 1895;          | in der Kirche Ste-Croix (Lage) | PM03001821    | Inscrit      | 1998  |      |